# Wilhelm Snell

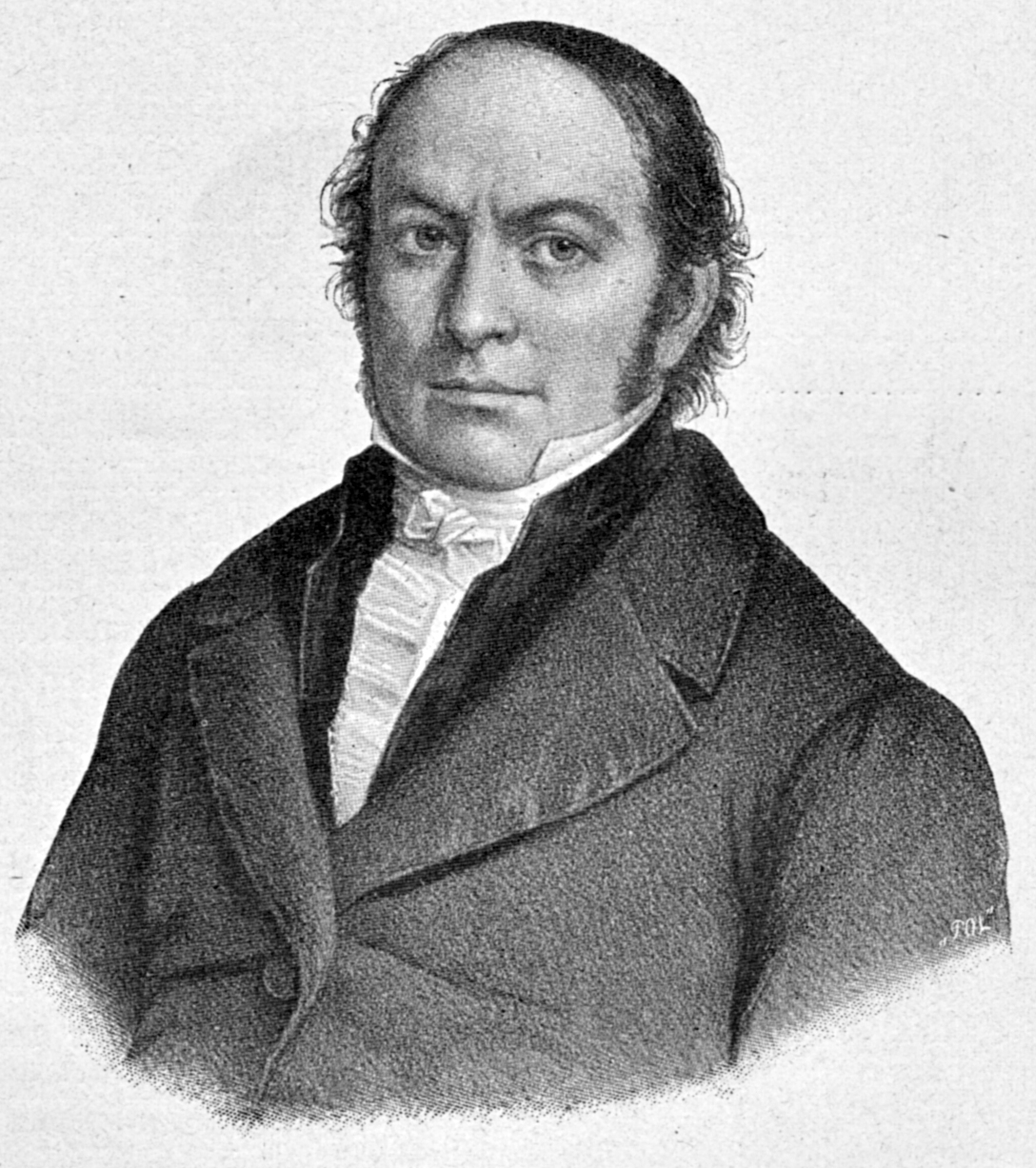
Wilhelm Snell

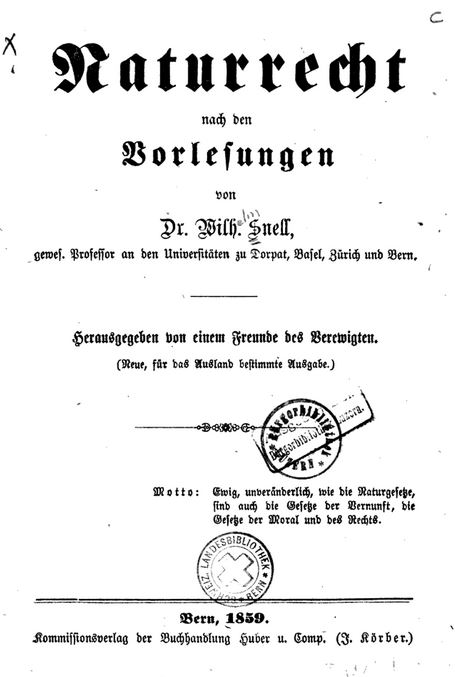
Naturrecht 1859, Ausgabe für das Ausland

Johann Wilhelm Snell (* 8. April 1789 in Idstein; † 8. Mai 1851 in Bern) war Professor der Jurisprudenz, radikalliberaler Revolutionär und ein bedeutender liberaler Politiker der Schweiz während des 19. Jahrhunderts.

## Leben und Werk
Wilhelm Snell stammte aus einer hessischen Akademikerfamilie, war ein Sohn des nassauischen Verwaltungsbeamten, Lehrers und Politikers Christian Wilhelm Snell und jüngerer Bruder von Ludwig Snell (1785–1854), der ebenfalls Schweizer Politiker wurde.
Snell studierte Jura in Gießen bei Karl Ludwig Wilhelm von Grolman (1775–1829). Während der Befreiungskriege wurde er in der deutschen Nationalbewegung aktiv. Seit der Jahreswende 1813/14 bestand im Raum Gießen-Mainz-Heidelberg ein nach dem Muster der Freimaurerlogen gebildeter politischer Geheimbund, meist nach den wichtigsten Mitgliedern Hoffmann-Snell-Gruner-Bund genannt, der ein einheitliches Deutschland unter preußischer Führung anstrebte. Neben Snell waren in Gießen die Brüder Friedrich Gottlieb und Carl Theodor Welcker sowie der ehemalige Gießener Student und Butzbacher Schulleiter Friedrich Ludwig Weidig darin eingebunden.
Anfang 1814 gründete Wilhelm Snell zusammen mit seinem Bruder Ludwig im neu formierten Herzogtum Nassau eine Deutsche Gesellschaft entsprechend den Ideen von Ernst Moritz Arndt, mit dem sich Snell persönlich über dieses Projekt beriet. Die erste größere Versammlung fand im Sommer des Jahres 1814 in Usingen statt, wo auch Welcker und Weidig teilnahmen. Die später veröffentlichte Gründungsrede Wilhelm Snells fordert zu einer verstärkten Volksbildung, publizistischer Tätigkeit, Festen und Volksliederveranstaltungen mit dem Ziel der Errichtung eines deutschen Nationalstaats auf. Am 18. Oktober trat er als Agitator bei einer Gedenkfeier zur Völkerschlacht bei Leipzig auf dem Geisberg bei Wiesbaden auf. Ein Flugblatt Snells unter dem Titel „Beherzigungen vor dem Wiener Kongreß“ wurde von der nassauischen Regierung zu großen Teilen eingezogen, fand jedoch eine gewisse Verbreitung. Unter anderem rief Snell während der Völkerschlachtfeier zur Gründung eines Deutschen Gesellschaft in der Landeshauptstadt Wiesbaden auf. Diese erfolgte am 8. November 1814. Kurz darauf verbot die nassauische Regierung die Deutschen Gesellschaften.
Im Verlauf des Jahres 1815 scheint Snell sich von der antifranzösischen Haltung Arndts entfernt zu haben. Vielmehr nahm er die Französische Revolution zunehmend als Vorbild für einen deutschen Weg zu einem Nationalstaat und einer Verfassung wahr.
Nach dem Studium wurde Snell Untersuchungsrichter am Kriminalgericht in Dillenburg. Dort war er im Jahr 1818 im Rahmen der Adressenbewegung aktiv und formulierte eine Petition wahlberechtigter Bürger aus Dillenburg, Herborn und Haiger an die Landstände des Herzogtums Nassau, die die Aufhebung bestimmter Abgaben und Dienstpflichten, Unabhängigkeit der Justiz sowie den Übergang der Domänen aus dem persönlichen Eigentum des Fürsten in das des Staats verlangte. In der Folge wurde diese Schrift gedruckt, verbreitet und in der politischen Publizistik der rheinischen Region diskutiert. Zwei Schriften von Mitte Mai 1818 und vom Februar 1819, die sogenannten „Prüfenden Bemerkungen“, forderten eine Selbstemanzipation der Landstände von der Vormundschaft des Landesherren und eine gemeinsame Initiative mit den Landständen anderer deutscher Länder zur Bildung eines Nationalstaats, schließlich sogar eine Revolution. Die Urheberschaft wurde nie zweifelsfrei geklärt, aber Snell zugesprochen. Deshalb wurde er auf Betreiben des Regierungspräsidenten Carl Friedrich Emil von Ibell bereits im Mai 1818 von seiner Stelle abgesetzt. 1819 erhielt er den Titel des Dr. iur. von der Universität Gießen.
Snell erhielt zwar 1819 eine Professur in Dorpat, musste diese aber nach einer Denunziation durch Ibel wieder aufgeben und folgte 1821 einem Ruf als Professor an die Universität Basel. 1833 ging er als Professor an die Universität Zürich, 1834 an die neu gegründete Universität Bern, wo er erster Rektor wurde.
Da er hier mit seinem Bruder Ludwig Snell im Sinn des radikalen Liberalismus wirkte, kam er in Konflikt mit der herrschenden gemäßigt liberalen Partei und wurde auf eine unbegründete Hochverratsanklage hin ohne richterliche Untersuchung abgesetzt und aus dem Kanton verbannt. Er wandte sich hierauf nach Baselland, wo er in den Landrat gewählt und zum Haupturheber des Freischarenzuges von 1845 wurde, kehrte aber nach der radikalliberalen Reform der Berner Verfassung von 1846 nach Bern zurück.
Er gründete die «Junge Rechtsschule» an der Universität Bern. Diese prägte zusammen mit seinen Vorlesungen, die in sein Werk Naturrecht eingeflossen sind, in den 1830er- und 1840er-Jahren eine ganze Generation junger Juristen und beeinflusste dadurch die radikalliberale Bewegung in der Schweiz massgebend. Zu seinen Studenten gehörten sein Schwiegersohn Jakob Stämpfli, Jakob Dubs und Ulrich Ochsenbein, alle drei spätere Bundesräte sowie sein Schwiegersohn Niklaus Niggeler, der Schöpfer des bernischen Zivilgesetzbuches von 1847, Redaktor der Bernerzeitung und Nationalratspräsident. Snell war Ehrenmitglied der Studentenverbindung Helvetia und führendes Mitglied des 1835 gegründeten Schweizerischen Nationalvereins.
Sein Gegner Jeremias Gotthelf nannte ihn einen «fremden Schlingel», «versoffenen Professor» und «Revoluzer von der ersten Stunde». Snell und sein Bruder sowie ihre Anhänger wurden im Volksmund in Anlehnung an das angestrebte Tempo der liberalen Reformen die «Snellen» genannt.
Wilhelm Snell engagierte sich insbesondere im Kampf gegen die stete Ausdehnung des Staatlichen, die die Freiheit des Einzelnen bedrohe. Die Regierungsgewalt und die Verwaltung sei einzuschränken, da sie ihrem Wesen gemäß nach Erweiterung des Machtgenusses strebe (Naturrecht 216). Snell forcierte hierzu zwar vor allem die Einschränkung der Verwaltung durch die Gesetzgebung und in Fiskalsachen durch die Gerichte, deutete aber an, dass die Einschränkung auch durch eine Verfassungsgerichtsbarkeit erfolgen könnte (Naturrecht 233).

## Werke
- Naturrecht, nach den Vorlesungen von Dr. Wilhelm Snell, postum herausgegeben von einem Freunde des Verewigten. 1. Auflage Langnau im  Emmental 1857, weitere Auflagen Bern 1859, 1885.[3][4]